# Lacs de Killarney

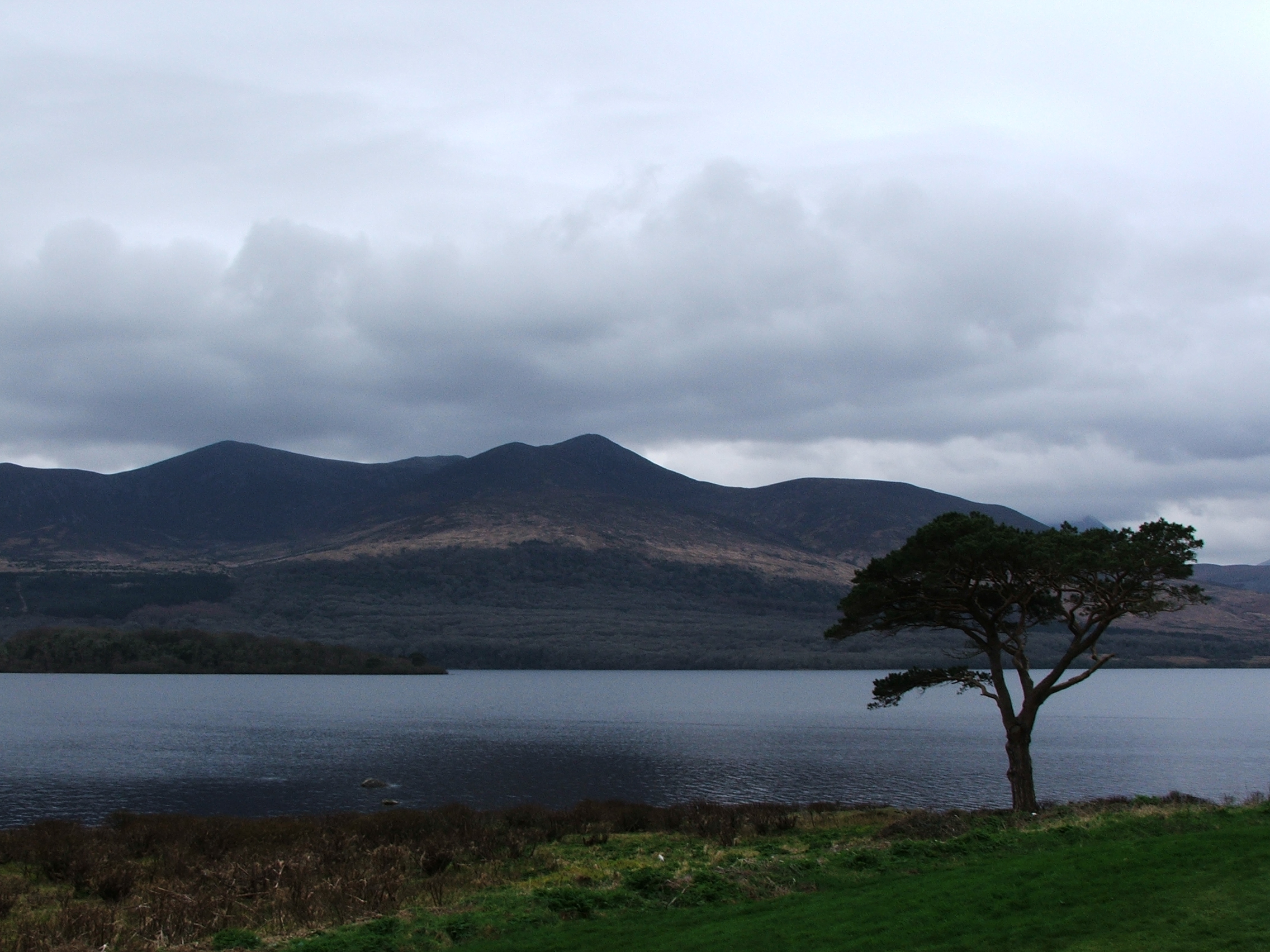
Lough Leane, le plus grand des trois lacs de Killarney

Les lacs de Killarney est la dénomination d'un ensemble de trois lacs du parc national de Killarney dans le comté de Kerry en Irlande. Il s'agit des lacs de (du nord au sud) : 
- Lough Leane (également appelé Lower Lake) ;
- Muckross Lake (également appelé Middle Lake) ;
- Upper Lake.

## Présentation
Lough Leane (en irlandais Loch Léin) signifiant lac de la Connaissance est le plus grand des trois. Son exutoire, le Laune, poursuit sa course vers le nord en passant par Killorglin et se jette dans la baie de Dingle.

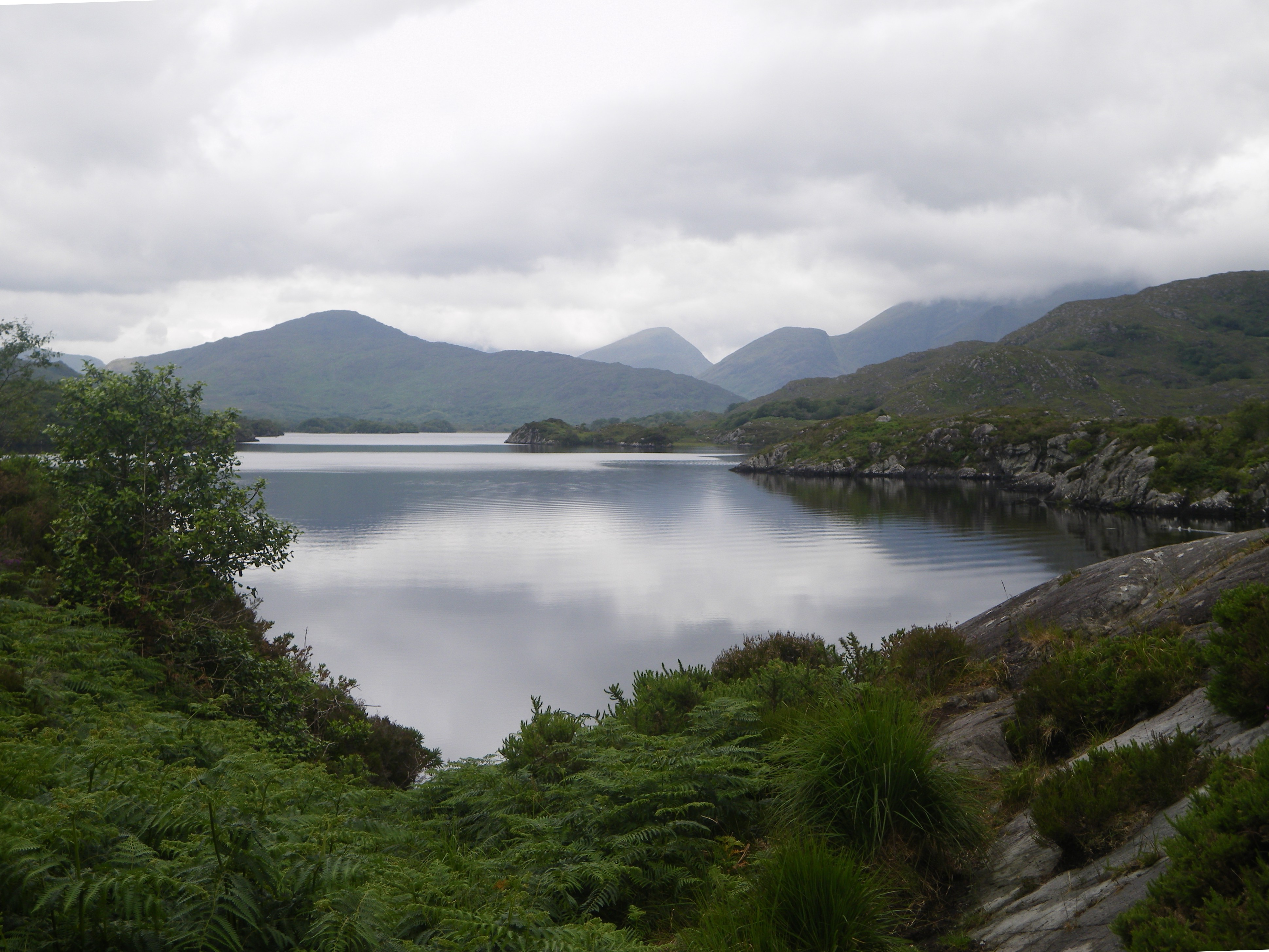
Upper Lake
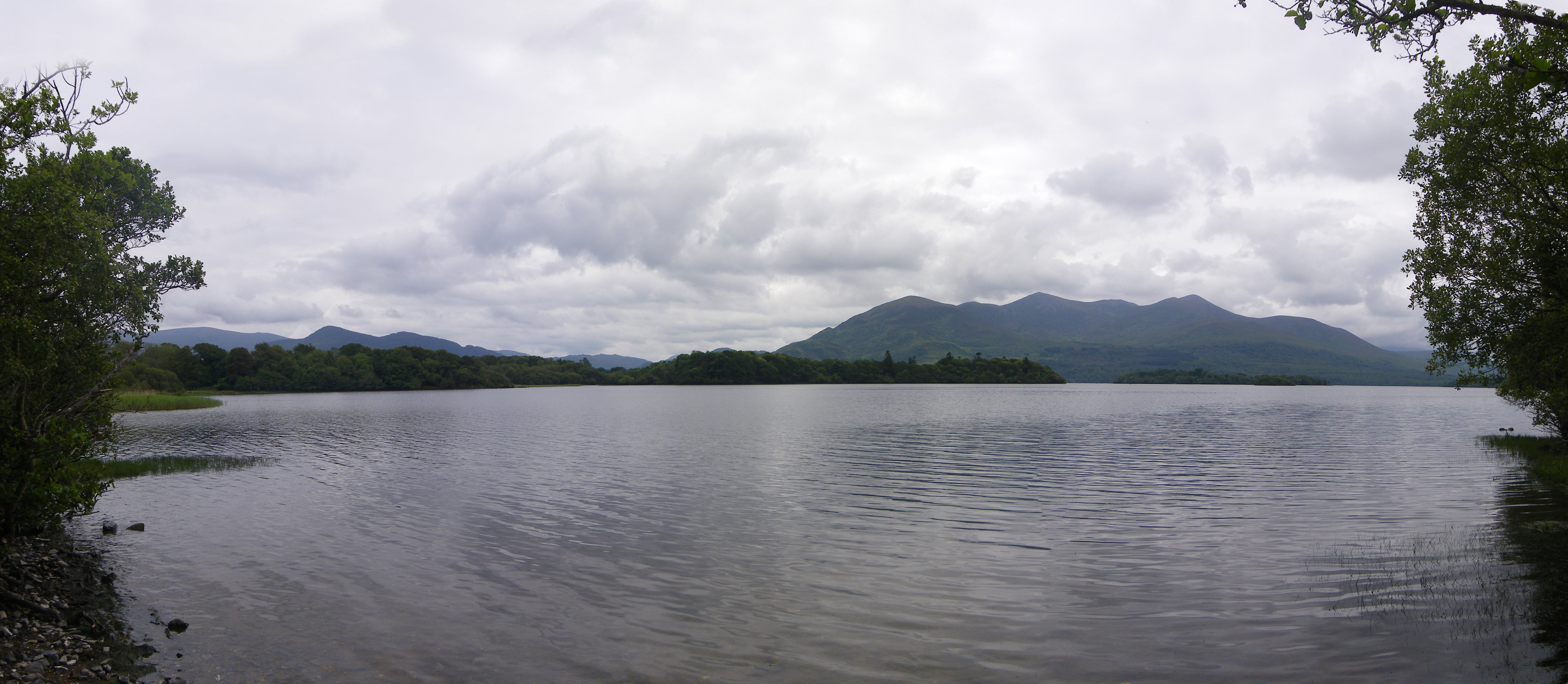
Lough Leane
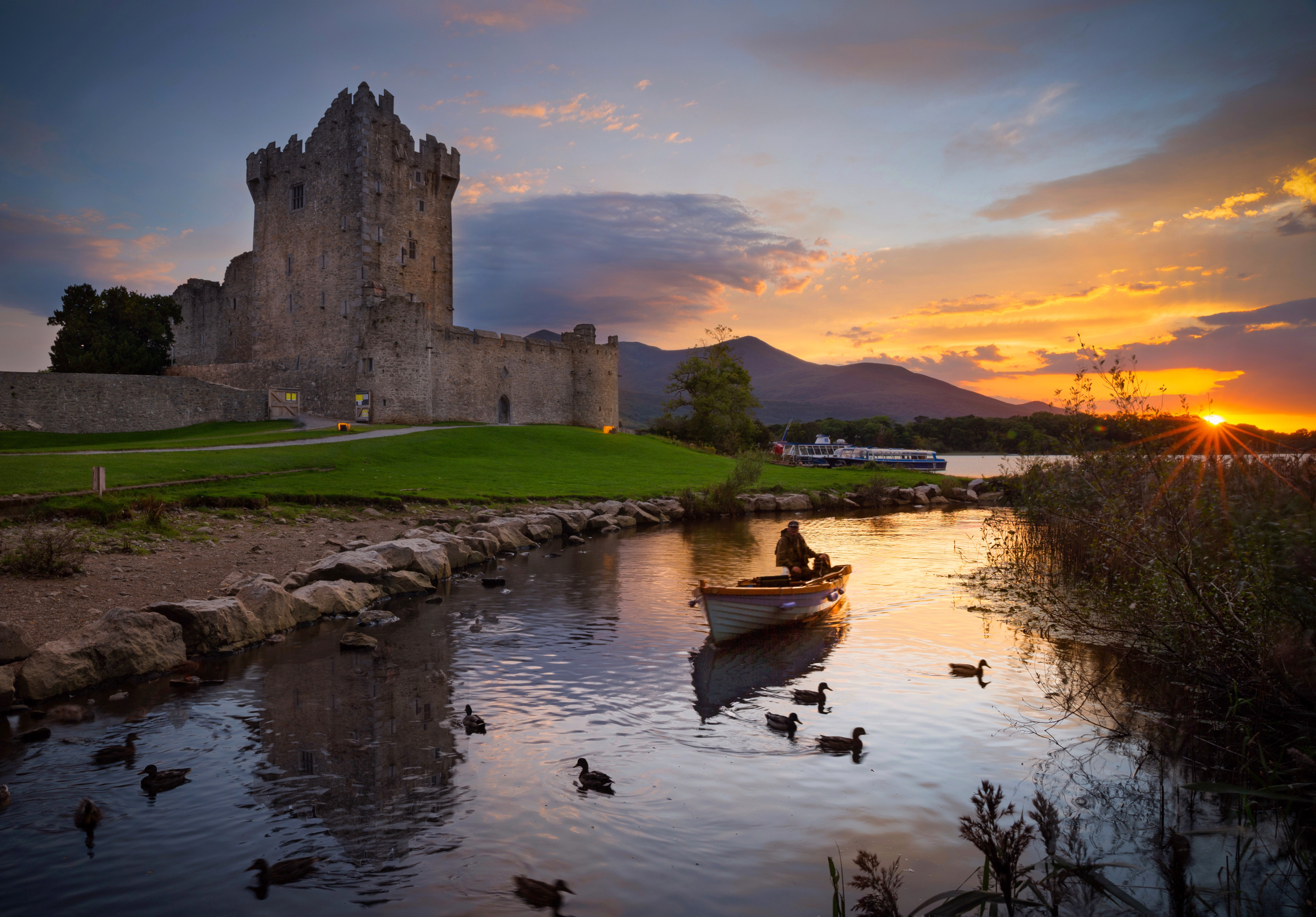
Le château de Ross, au bord du Lough Leane, des lacs de Killarney, avec une barque sur l'eau. Septembre 2020.

Les lacs se situent dans une vallée encaissée, cernée par les massifs de :
- Carrauntuohil (la plus hautes montagne d'Irlande, culminant à 1 039 m) ;
- Purple Mountain (835 m) ;
- Mangerton Mountain (838 m) ;
- Torc Mountain (535 m).

Ladies View est un célèbre point de vue sur les lacs et la vallée, situé le long de la N71 entre Killarney et Kenmare.
Quelques sites d'intérêt, tant sur le plan du patrimoine historique, naturel que religieux, se situent dans les environs des lacs. Parmi eux, Ross Castle, l'abbaye de Muckross, Muckross House et l'île d'Innisfallen.
La péninsule de Ross Island, à l'est de Lough Leane, renferme les plus anciennes mines de cuivre des Îles Britanniques, connues dès l'âge du bronze il y a 4 000 ans. Au cours du XIXe siècle, ces dernières furent exploitées de manière intensive par la famille Herbert, occupant alors la propriété de Muckross House.
Les lacs sont également réputés pour la pêche à la truite.